# Velika nagrada Evrope 1993
Velika nagrada Evrope 1993 je bila tretja dirka Svetovnega prvenstva Formule 1 v sezoni 1993. Odvijala se je 11. aprila 1993. Zmagal je Brazilec Ayrton Senna s svojo, po mnneju mnogih je to njegova najboljša dirka v karieri.

## Poročilo

### Pred dirko
Williams je pred dirko veljal za velikega favorita, saj je bil v tej sezoni na suhi stezi prikazal veliko premoč, Ayrtonu Senni z McLarnom, ki ni imel najnovejše različice Fordovega motorja (ekskluzivno jo je uporabljal Benetton), pa strokovnjaki niso pripisovali večjih možnosti za zmago. Senna, ki je do sedaj podpisoval pogodbe le za po eno dirko, in Alain Prost, sta do sedaj v sezoni dobila vsak po eno dirko, toda Sennina zmaga je šla predvsem na račun deževne dirke za Veliko nagrado Brazilije. Na prvi dirki sezona za Veliko nagrado Južne Afrike pa je zmagal Prost kljub hudemu nalivu ob koncu dirke. Toda vremenska napoved je spet napovedovala bitko med obema, saj mokra steza izenači možnosti med dirkači.

### Kvalifikacije
Prost je osvojil najboljši štartni položaj pred moštvenim kolegom, Hillom, za katerega je bila to šele peta dirka v karieri. Senna se je uvrstil na četrto mesto za Michaela Schumacherja z Benettonom in je za Prostom na suhi stezi zaostal kar za dve sekundi.

### Dirka
Dež je ponehoval, toda steza je bila pred štartom še povsem mokra, zato so vsi začeli z dežnimi pnevmatikami. Štart je bil previden, Prost je povedel pred Hillom. Senna je bil četrti, toda že kmalu je prehitel Wendlingerja, nato Hilla in še vodilnega Prosta, vse v prvem krogu, in se prebil v vodstvo.
V naslednjih krogih se je Sennina prednost povečevala, zrasla je tudi nad šest sekund, Prost in Hill pa sta ostala skupaj. V sedmem krogu se je pokazalo sonce in počasi so se dirkači že odločali za namestitev pnevmatik za suho stezo. Prvi, Martin Brundle, je s svojim Ligier-Renaultom takoj po menjavi zletel s steze in obtičal v pesku. Po 10. krogu je Hill večkrat napadel Prosta in tudi postavil več najhitrejših krogov na dirki. Prost se je prvi od vodilnih odločil za menjavo, kmalu za njim pa še Senna. Brazilec je sicer po postankih zadržal vodstvo, toda njegova prednost se je zmanjševala. 
V 20. krogu je Senna, ki je še imel pet sekund prednosti, začel dohitevati počasnejše dirkače in jih prehitevati za krog. Gerhard Berger je v boksih izstopil iz dirkalnika in odstopil. Steza je bila že skoraj suha, toda spet je začelo deževati. Prost, ki je bil navadno v takih primerih prvi, je prvi od vodilne trojice namestil dežne pnevmatike, Mark Blundell pa je obtičal ob progi, dva kroga kasneje pa se je podobno pripetilo tudi Schumacherju. Kljub temu, da je zdaj že močno deževalo, je Senna vztrajal na progi na pnevmatikah za suho stezo s prednostjo 12-tih sekund pred Hillom, ki pa je v 24. krogu namestil pnevmatike za dež. Senna je tako vodil pred s prednostjo 20-tih sekund pred Jeanom Alesijem in Rubensom Barrichellom. Prost je pospešil in z lahkoto prehitel Barrichella, tik zatem pa je tudi Senna končno namestil pnevmatike za dež in se po hitrem postanku tudi vrnil na stezo v vodstvu pred Alesijem.
Prost je po postanku Alesija napredoval na drugo mesto z zaostankom za Senno 15 sekund. Do 31. kroga se je razlika zmanjšala na 11 sekund, steza je bila takrat že skoraj suha. Barrichello je presenetil Hilla s prehitevanjem in se prebil na tretje mesto, poteza ki je močno podžgala Angleža, ki pa mu je kmalu vrnil. Kmalu je Prost zapeljal v bokse po pnevmatike za suho stezo, kar je le nekoliko kasneje naredil tudi Senna, a zaradi težav pri matici na zadnjem levem kolesu, se je Brazilec vrnil za Francoza. 
Hill je opravil hiter postanek in namestil pnevmatike za suho stezo, s tem se je Barrichello ponovno prebil na tretje mesto. Okoli 35. kroga je ponovno začelo deževati. Alesi, še vedno na dežnih pnevmatikah, je izgubil veliko časa ob postanku v boksih zaradi težav z matico na enem od koles. Vodilni Prost je zopet zapeljal v bokse in namestil pnevmatike za mokro stezo in vodstvo prepustil Senni. To se je izkazalo za odločilno napako, saj so pogoji dovoljevali Brazilcu dirkanje še z gumami za suho stezo. Senna je to izkoristil in v 37. krogu dosegel celo najhitrejši krog na dirki. Hill je ujel Barrichella, ki pa je kmalu zatem ponovno zamenjal pnevmatike za dežne.
Petnajst od petindvajsetih dirkačev je bilo še vedno v dirki, v istem krogu z vodilnim pa le pet. Senna je imel 16.6 sekunde prednosti pred Prostom, kar je na delno mokri stezi kmalu povečal na 21 sekund. Hill je v 40. krogu ponovno namestil pnevmatike za dež ob postanku v boksih, ki je trajal le 6.42 sekunde. Senna je imel ob prehitevanju peto uvrščenega Johnnyja Herberta za krog veliko težav, ko mu je prehitevanje končno uspelo, je proti Britancu usmeril jezno gesto.
Do 46. kroga je Senna, zdaj na skoraj suhi stezi, vodil s prednostjo 25.2 sekunde pred Prostom. Francoz je, ko je prednost narasla na 27 sekund, znova zapeljal v bokse in namestil pnevmatike za suho stezo. Toda tokrat je imel on težave ob postanku, saj mu je pri speljevanju dirkalnik ugasnil. Mehanizem za ročno izbiro prostega teka na polavtomatskem menjalniku ni bil dobro pozicioniran, zato je mehanik zapravil dragoceni čas, ko ga je poskušal doseči. Francoz je zaostajal za krog, ko se je le uspel vrniti na stezo, in nič ni bilo z napetim zaključkom dirke med Senno in Prostom. 
Vodilna trojica je bila zdaj: Senna, Barrichello in Hill. V 48. krogu je Senna prehitel Hilla za krog, tako je bil le še Barrichello, ki je bil še vedno na dežnih pnevmatikah, v istem krogu kot Senna. Hill je po navodilih iz boksov ponovno namestil pnevmatike za suho stezo. Ob vrnitvi na stezo pred Prosta, se je hitro oddaljil od svojega moštvenega kolega, kar je Francoza spodbudilo, da je kljub grozečim oblakom, tudi on zapeljal na menjavo pnevmatik. Senna je med tem zabeležil najhitrejši krog na dirki (1:20.413), ko se je približeval Barrichellu, in ga kmalu tudi prehitel za krog. Ob tem pa je svojemu rojaku tudi prijateljsko pomahal. Tako so prav vsi dirkači zaostajali za Senno vsaj za krog. Barrichello je zapeljal na postanek v boksih in zopet namestil pnevmatike za dež.
Hill, zdaj na drugem mestu, je postavil najhitrejši krog na dirki, medtem pa je Prost prehitel Barrichella in se s tem prebil na tretjem mesto. Senna je zapeljal na postanek in želel ponovno namestiti pnevmatike za suho stezo, toda ravno v tistem trenutku je začelo spet deževati. Senna je pomahal svojemu moštvu, oni njemu nazaj, in Brazilec je odpeljal mimo in nazaj na stezo. Ta manever ga ni stal veliko časa in v 58. krogu je imel še vedno ogromno prednost pred hitrima Hillom in Prostom.
V 62. krogu se je Hill, ki je nadomestil Prosta kot glavnega izzivalca vodilnega Brazilca, začel približevati Senni, ki je bil še vedno na izrabljenih pnevmatikah za suho stezo. Hill je vozil dve sekundi na krog hitreje od Prosta in na štartno-ciljni ravnini je prehitel Senno in s tem prišel v isti krog z Brazilcem, toda zopet je začelo deževati in ni se mogel oddaljiti od njega.
Deset krogov pred koncem je Senna namestil pnevmatike za dež, nekaj krogov kasneje pa je podobno naredil tudi Hill, a na stezo se je vrnil zopet s krogom zaostanka za vodilnim. Prost pa je medtem na tretjem mestu še vedno vztrajal s pnevmatikami za suho stezo v zdaj že močnem dežju. Barrichello na četrtem mestu se je Francozu približal na 12 sekund, nato pa je Prost le zapeljal v bokse in tudi on namestil pnevmatike za dež. Tako je Barrichello manj kot deset krogov pred koncem napredoval na tretje mesto. Mladi Brazilec bi ob takem razpletu postal eden najmlajših dirkačev v zgodovini Formule 1, ki so osvojili stopničke. Toda to mu ni bilo usojeno, saj je njegov Jordan le nekaj krogov pred koncem obstal na progi zaradi prenizkega pritiska goriva.
Hill je medtem ponovno prehitel Senno in tako prišel v isti krog z vodilnim Brazilcem. Alessandro Zanardi je bil na devetem mestu zadnji še uvrščeni dirkač in v zadnjih krogih ga je odneslo s proge, toda uspelo mu je nadaljevati. Senna je zmagal s prednostjo 1:23.199 pred Hillom, za katerega je bila to morda celo ena boljših dirk, še 35 sekund več pa je zaostajal Prost.

### Po dirki
Prost je na dirki opravil rekordnih sedem postankov v boksih, med tem ko je bil Senna v boksih le štirikrat. Dirko je tako odločil Brazilčev boljši občutek, kdaj je potrebno zamenjati pnevmatike, seveda pa je lahko zaradi boljše vožnje po dežju tudi dalj časa ostal na stezi ob spremembi pogojev. Senna je po dirki natančno vedel, kaj mu je uspelo, in ob zmagi je bil navdušen, tako da je v paradnem krogu celo ustavil in vzel vzel Brazilsko zastavo.

## Rezultati

### Kvalifikacije
| Poz | Št | Dirkač               | Konstruktor           | Čas         | Zaostanek |
| --- | -- | -------------------- | --------------------- | ----------- | --------- |
| 1   | 2  | Alain Prost          | Williams-Renault      | 1:10,458    |           |
| 2   | 0  | Damon Hill           | Williams-Renault      | 1:10,762    | +0,304    |
| 3   | 5  | Michael Schumacher   | Benetton-Ford         | 1:12,008    | +1,550    |
| 4   | 8  | Ayrton Senna         | McLaren-Ford          | 1:12,107    | +1,649    |
| 5   | 29 | Karl Wendlinger      | Sauber                | 1:12,738    | +2,280    |
| 6   | 7  | Michael Andretti     | McLaren-Ford          | 1:12,739    | +2,281    |
| 7   | 30 | Jyrki Järvilehto     | Sauber                | 1:12,763    | +2,305    |
| 8   | 28 | Gerhard Berger       | Ferrari               | 1:12,862    | +2,404    |
| 9   | 27 | Jean Alesi           | Ferrari               | 1:12,980    | +2,522    |
| 10  | 6  | Riccardo Patrese     | Benetton-Ford         | 1:12,982    | +2,524    |
| 11  | 12 | Johnny Herbert       | Lotus-Ford            | 1:13,328    | +2,870    |
| 12  | 14 | Rubens Barrichello   | Jordan-Hart           | 1:13,514    | +3,056    |
| 13  | 11 | Alessandro Zanardi   | Lotus-Ford            | 1:13,560    | +3,102    |
| 14  | 9  | Derek Warwick        | Footwork-Mugen-Honda  | 1:13,644    | +3,186    |
| 15  | 19 | Philippe Alliot      | Larrousse-Lamborghini | 1:13,665    | +3,207    |
| 16  | 3  | Ukjo Katajama        | Tyrrell-Yamaha        | 1:13,666    | +3,208    |
| 17  | 23 | Christian Fittipaldi | Minardi-Ford          | 1:13,970    | +3,512    |
| 18  | 20 | Érik Comas           | Larrousse-Lamborghini | 1:14,121    | +3,663    |
| 19  | 25 | Thierry Boutsen      | Jordan-Hart           | 1:14,246    | +3,788    |
| 20  | 24 | Fabrizio Barbazza    | Minardi-Ford          | 1:14,274    | +3,816    |
| 21  | 26 | Mark Blundell        | Ligier-Renault        | 1:14,301    | +3,843    |
| 22  | 25 | Martin Brundle       | Ligier-Renault        | 1:14,306    | +3,850    |
| 23  | 21 | Michele Alboreto     | Lola-Ferrari          | 1:50:46,570 | +4,469    |
| 24  | 4  | Andrea de Cesaris    | Tyrrell-Yamaha        | 1:15,322    | +4,864    |
| 25  | 10 | Aguri Suzuki         | Footwork-Mugen-Honda  | 1:15,417    | +4,959    |
| 26  | 22 | Luca Badoer          | Lola-Ferrari          | 1:15,641    | +5,183    |

### Dirka
| Poz | Št | Dirkač               | Konstruktor           | Krogi | Čas/Odstop    | Št. m. | Toč |
| --- | -- | -------------------- | --------------------- | ----- | ------------- | ------ | --- |
| 1   | 8  | Ayrton Senna         | McLaren-Ford          | 76    | 1:50:46,570   | 4      | 10  |
| 2   | 0  | Damon Hill           | Williams-Renault      | 76    | + 1:23,199    | 2      | 6   |
| 3   | 2  | Alain Prost          | Williams-Renault      | 75    | +1 krog       | 1      | 4   |
| 4   | 12 | Johnny Herbert       | Lotus-Ford            | 75    | +1 krog       | 11     | 3   |
| 5   | 6  | Riccardo Patrese     | Benetton-Ford         | 74    | +2 kroga      | 10     | 2   |
| 6   | 24 | Fabrizio Barbazza    | Minardi-Ford          | 74    | +2 kroga      | 20     | 1   |
| 7   | 23 | Christian Fittipaldi | Minardi-Ford          | 73    | +3 krogi      | 16     |     |
| 8   | 11 | Alessandro Zanardi   | Lotus-Ford            | 72    | +4 krogi      | 13     |     |
| 9   | 20 | Érik Comas           | Larrousse-Lamborghini | 72    | +4 krogi      | 17     |     |
| 10  | 14 | Rubens Barrichello   | Jordan-Hart           | 70    | Gorivo        | 12     |     |
| 11  | 21 | Michele Alboreto     | Lola-Ferrari          | 70    | +6 krogov     | 24     |     |
| Ods | 9  | Derek Warwick        | Footwork-Mugen-Honda  | 66    | Menjalnik     | 14     |     |
| Ods | 25 | Thierry Boutsen      | Jordan-Hart           | 61    | Pedal za plin | 19     |     |
| Ods | 4  | Andrea de Cesaris    | Tyrrell-Yamaha        | 55    | Menjalnik     | 25     |     |
| Ods | 27 | Jean Alesi           | Ferrari               | 36    | Menjalnik     | 9      |     |
| Ods | 10 | Aguri Suzuki         | Footwork-Mugen-Honda  | 29    | Menjalnik     | 23     |     |
| Ods | 19 | Philippe Alliot      | Larrousse-Lamborghini | 27    | Trčenje       | 15     |     |
| Ods | 5  | Michael Schumacher   | Benetton-Ford         | 22    | Zavrten       | 3      |     |
| Ods | 26 | Mark Blundell        | Ligier-Renault        | 20    | Zavrten       | 21     |     |
| Ods | 28 | Gerhard Berger       | Ferrari               | 19    | Vzmetenje     | 8      |     |
| Ods | 30 | Jyrki Järvilehto     | Sauber                | 13    | Obnašanje     | 7      |     |
| Ods | 3  | Ukjo Katajama        | Tyrrell-Yamaha        | 11    | Sklopka       | 18     |     |
| Ods | 25 | Martin Brundle       | Ligier-Renault        | 7     | Zavrten       | 22     |     |
| Ods | 29 | Karl Wendlinger      | Sauber                | 0     | Trčenje       | 5      |     |
| Ods | 7  | Michael Andretti     | McLaren-Ford          | 0     | Trčenje       | 6      |     |
| DNQ | 22 | Luca Badoer          | Lola-Ferrari          |       |               |        |     |

### Najhitrejši krogi
| Poz | Št | Dirkač               | Konstruktor           | Čas      | Zaostanek | Krog |
| --- | -- | -------------------- | --------------------- | -------- | --------- | ---- |
| 1   | 8  | Ayrton Senna         | McLaren-Ford          | 1:18,029 |           | 57   |
| 2   | 0  | Damon Hill           | Williams-Renault      | 1:19,379 | +1,350    | 55   |
| 3   | 2  | Alain Prost          | Williams-Renault      | 1:19,756 | +1,727    | 55   |
| 4   | 11 | Alessandro Zanardi   | Lotus-Ford            | 1:20,801 | +2,772    | 51   |
| 5   | 23 | Christian Fittipaldi | Minardi-Ford          | 1:21,022 | +2,993    | 52   |
| 6   | 9  | Derek Warwick        | Footwork-Mugen-Honda  | 1:22,061 | +4,032    | 54   |
| 7   | 12 | Johnny Herbert       | Lotus-Ford            | 1:22,150 | +4,121    | 55   |
| 8   | 18 | Érik Comas           | Larrousse-Lamborghini | 1:22,200 | +4,171    | 52   |
| 9   | 6  | Riccardo Patrese     | Benetton-Ford         | 1:22,279 | +4,250    | 54   |
| 10  | 14 | Rubens Barrichello   | Jordan-Hart           | 1:22,307 | +4,278    | 55   |
| 11  | 5  | Michael Schumacher   | Benetton-Ford         | 1:22,549 | +4,520    | 21   |
| 12  | 27 | Jean Alesi           | Ferrari               | 1:22,550 | +4,521    | 21   |
| 13  | 26 | Mark Blundell        | Ligier-Renault        | 1:24,093 | +6,064    | 20   |
| 24  | 24 | Fabrizio Barbazza    | Minardi-Ford          | 1:24,703 | +6,674    | 21   |
| 15  | 19 | Philippe Alliot      | Larrousse-Lamborghini | 1:25,078 | +7,049    | 19   |
| 16  | 25 | Thierry Boutsen      | Jordan-Hart           | 1:25,532 | +7,503    | 19   |
| 17  | 28 | Gerhard Berger       | Ferrari               | 1:26,078 | +8,049    | 17   |
| 18  | 4  | Andrea de Cesaris    | Tyrrell-Yamaha        | 1:26,419 | +8,390    | 51   |
| 19  | 21 | Michele Alboreto     | Lola-Ferrari          | 1:28,023 | +9,994    | 19   |
| 20  | 10 | Aguri Suzuki         | Footwork-Mugen-Honda  | 1:28,929 | +10,900   | 20   |
| 21  | 25 | Martin Brundle       | Ligier-Renault        | 1:33,123 | +15,094   | 5    |
| 22  | 3  | Ukjo Katajama        | Tyrrell-Yamaha        | 1:33,528 | +15,499   | 5    |
| 23  | 30 | Jyrki Järvilehto     | Sauber                | 1:37,749 | +19,720   | 2    |